# Martha Vértiz
Martha Carolina Vértiz Gutiérrez (San Pedro de Lloc, 8 de enero de 1941), es una pintora peruana de la generación del 70. Reúne en su trayectoria numerosas exposiciones individuales y colectivas en diversos países. Las texturas y las formas geométricas son parte fundamental de su obra.

## Biografía

### Infancia
Martha Vértiz nació en San Pedro de Lloc, un pueblo costeño rodeado de desierto en el Departamento de La Libertad. Cuando tenía 11 años se mudó a Lima con sus padres. Desde entonces, ha regresado a su pueblo natal numerosas veces, atravesando el desierto por carretera. El mismo desierto que luego fue inspiración para su muestra de acrílicos en 1994.

### Educación
Estudió en la Escuela de Artes Plásticas de la Pontificia Universidad Católica del Perú, donde se graduó en el año 1963. De 1978 a 1980 participó en el taller de dibujo de la reconocida escultora Cristina Gálvez, en el cual también participó su amiga, la escultora Sonia Prager. En 1986, estudió en el taller de grabado dictado por Augusta Barreda que culminó en 1988.

### Carrera artística
Desde su primera muestra individual en la Galería Trapecio en 1974 hasta la más reciente en la Galería Forum en el 2002, ha presentado 18 muestras individuales en Lima y en Caracas, Venezuela.
En 1971 obtuvo Mención Honrosa en el Concurso Arte en el Parque, organizado por la Municipalidad del distrito limeño de Miraflores.
Obras suyas figuran en instituciones privadas y públicas en Perú, como el Museo de Arte de Lima, así como en colecciones privadas de Perú, Estados Unidos, Bélgica y Ecuador.
En el 2012, participó en la subasta anual de arte de la asociación "Make a wish Peru" denominada "Arte en Sillas 2012". La actividad tuvo por finalidad recaudar fondos para hacer realidad los deseos de niños con enfermedades graves.

## Exposiciones individuales
- 1974 FORMAS Y TEXTURAS | Galería Trapecio, Miraflores
- 1975 TEXTURAS Y PUEBLOS SERRANOS | Galería Ivonne Briceño, San Isidro
- 1976 TEXTURAS 1976 | Galería Ivonne Briceño, San Isidro
- 1977 TEXTURA FIGURA - SERIE BODEGONES | Galería Ivonne Briceño, San Isidro
- 1978 TEXTURAS - SERIES MUROS | Galería Ivonne Briceño, San Isidro
- 1979 TEXTURAS - OBRAS DE 1974 a 1978 | Galería Casa del Moral y Banco Industrial del Perú, Arequipa
- 1979 TEXTURAS - SERIES MUROS 1979 | Galería Ivonne Briceño, San Isidro
- 1980 MUROS | Casino Náutico de Ancón, Ancón
- 1981 PINTURAS Y COLLAGES | Galería Forum, Miraflores
- 2002 IMAGEN Y PALABRA | Galería Forum, Miraflores